# STDU Viewer
STDU Viewer es un lector universal de los documentos en PDF, DjVu, Archivo de cómic (CBR o CBZ), FB2, XPS, TCR, PalmDoc, TIF, TIFF multipágina, TXT, EMF, WMF, BMP, GIF, JPG, JPEG, PNG, PSD. Funciona bajo Microsoft Windows, y es gratis para uso no comercial.

## Características
STDU Viewer dispone de una interfaz con navegación por pestañas, expone las miniaturas de las páginas, crea páginas favoritas, ajusta los colores y cambia la configuración de texto. El programa soporta tres tipos de algoritmos de búsqueda y presenta los resultados de la búsqueda en una lista.
La rotación de 90 grados es útil para la orientación vertical de las pantallas de ordenador. Las páginas del documento abierto se pueden exportar a texto o imagen.
El tamaño del archivo de instalación es 1.7 MB, el programa instalado es unos 2.5 MB (por ejemplo, el archivo de instalación del Adobe Reader 9.1 pesa 26,1 MB, y Adobe Reader es alrededor de 335 MB).

## Historia
La primera versión de STDU Viewer era 1.0.60, lanzada el 13 de septiembre de 2007. El programa fue sólo compatible con los formatos PDF (hipervínculos incluidos), TIFF y DjVu.
Los caracteres Unicode se han soportados desde la versión 1.0.76. La función de impresión de documentos se hizo disponible por primera vez en la versión 1.4.7.

## Recepción crítica
STDU Viewer ha sido apreciado por su opción de leer una variedad grande de formatos de libros electrónicos y puede ser considerado como reemplazo para el Adobe Reader.
STDU Viewer está incluido en la lista de los 50 mejores programas gratuitos de 2009 según Clubic.com.
El programa no es compatible con el CHM, LIT, HTML, DOC, RTF, y ePUB. Durante de la impresión en el formato PDF, se crea un archivo temporal grande, por lo que el proceso de impresión es lento.